# Kempton, Pennsylvania
Kempton är en ort i Berks County i delstaten Pennsylvania, USA.